# Mount Browning
Mount Browning ist ein 760 m hoher Berg an der Scott-Küste des ostantarktischen Viktorialands. In den Northern Foothills ragt er gegenüber der Mündung des Boomerang-Gletschers auf.
Teilnehmer der Nimrod-Expedition (1907–1909) unter der Leitung des britischen Polarforschers Ernest Shackleton kartierten den Berg grob. Eine detailliertere Erkundung und Kartierung nahm die Nordgruppe der Terra-Nova-Expedition (1910–1913) unter der Leitung des britischen Polarforschers Robert Falcon Scott vor. Namensgeber ist Petty Officer Frank Vernon Browning (1882–1930), ein Mitglied der Nordgruppe.